# Alvarezsauridae
Az Alvarezsauridae a kisméretű, hosszúlábú, gyors mozgású dinoszauruszok egy rejtélyes családja. Bár eredetileg úgy gondolták, hogy a legkorábbi röpképtelen madarakat képviselik, az újabb keletű művek alapján ezek az állatok a Maniraptora csoport kezdetleges tagjai. Más művek szerint az Ornithomimosauria testvércsoportját alkotják. Az alvarezsauridák nagymértékben specializálódtak. Apró, de kifejezetten erős mellső lábaik és tömör, madárszerű kezeik voltak, csontvázuk pedig arra utal, hogy masszív mellkassal és karizmokkal rendelkeztek, feltehetően az ásáshoz vagy a szaggatáshoz való adaptációként. Csőszerű pofájuk, meghosszabbodott állcsontjaik és apró fogaik voltak. Feltehetően a termeszekhez hasonló kolóniákban élő rovarok vadászatához alkalmazkodtak.
Az Alvarezsaurus és ezáltal az Alvarezsauroidea, az Alvarezsauridae és az Alvarezsauria neve Don Gregorio Alvarez történészre utal és nem az ismert fizikusra, Luis Walter Alvarezre, aki elsőként vetette fel, hogy a kréta–tercier kihalási eseményt egy kisbolygó becsapódása okozta.

## Anatómia
Az alvarezsauridák hossza 0,5 és 2 méter között változott, de egyes lehetséges képviselőik, köztük az európai Heptasteornis (más néven Elopteryx) jóval nagyobbra nőttek, elérhették a 2,5 métert is. Az alvarezsauridákhoz tartozó fosszíliák Észak-Amerika, Dél-Amerika és Ázsia területéről, a késő jura–késő kréta korból, mintegy 160–70 millió évvel ezelőttről kerültek elő.

### Tollak
Az alvarezsauridák legalább egyetlen képviselőjét, a Shuvuuia deserti faj egyik példányát pehelytollszerű testtakaró struktúrák borították, melyek lenyomata a fosszíliával együtt őrződött meg. Mary Highby Schweitzer és szerzőtársai (1999-ben) mikroszkopikus, tömegspektrométeres és immunológiai szövetkémiai vizsgálatot végeztek ezeken a maradványokon, és megállapították, hogy béta-keratint tartalmaznak, ami a tollak fő fehérjéje.

## Történet, vizsgálat és vita
José Bonaparte (1991-ben) készített leírást az első alvarezsauridáról, az Alvarezsaurus calvoiról, egy Patagóniában, Argentínában talált hiányos csontváz alapján. Bonaparte hozta létre a nem számára a monotipikus családot is. Kijelentette, hogy az állat az Ornithomimosauria csoport legközelebbi rokonságába tartozhat.
Altangerel Perle és szerzőtársai (1993-ban) leírást készítettek a másodikként felfedezett alvarezsauridáról. a Mononychus olecranusról (nevének jelentése 'egy karom'). Egy hónappal később a nem nevét Mononykusra változtatták, mivel a korábbi nevet már lefoglalták egy ma élő lepke számára. Perle és kollégái (1993-ban) a Mononykust tévesen az Avialae tagjaként és az Archaeopteryxnél fejlettebb állatként írták le. Azt állították, hogy az Alvarezsauridae család valójában a mezozoikumi röpképtelen madarak egyik csoportját képezi, arra hivatkozva, hogy tagjainak fejlett tulajdonságai a madarakra jellemzőek. Fernando Novas (1996-ban) leírta a család egy másik, Patagonykus puertainak elnevezett tagját. A. A. Karhu és A. S. Rautian (1996-ban) leírást készítettek a család mongóliai tagjáról, a Parvicursor remotusról. Luis Chiappe és szerzőtársai (1998-ban) leírták a család egy újabb mongóliai tagját, a Shuvuuia mongoliensist, melyet tévesen jóval fejlettebbnek ítéltek, megállapítva, hogy az alvarezsauridák egy koronacsoportot alkottak vagy modern madarak voltak.
Az alvarezsauridák madarakkal való téves összekapcsolása főként a feltűnően vagy egyedülálló módon madárszerű tulajdonságok miatt történt. A szegycsont például meghosszabbodott, továbbá az újmadárszabású madarakéhoz és a struccalakúakéhoz hasonló megnagyobbodott mellizmok számára egy magas csonttarajjal bővült. A Shuvuuia koponyájának egyik csontja egy, a prefrontális csonttal összeforrt rostacsontnak tűnik. A rostacsont csak a Neornithes csoport tagjainál ismert. Az egyéb madárszerű jellegzetességek közé tartozik a szájpad, az öreglyuk, de többek között ide sorolhatók a nyak- és farokcsigolyák is.
Több kutató is vitatta Perle és szerzőtársai (1993-as), valamint Chiappe és kollégái (1998-as) tanulmányát. Alan Feduccia (1994-ben), John Ostrom (1994-ben), Peter Wellnhofer (1994-ben), Jevgenyij Kurocskin (1995-ben), Zhou Zhonghe (Csou Csung-ho) (1995-ben) és Paul Sereno (1997-ben) valószínűtlennek tartották, hogy az alvarezsauridák az Avialae tagjai voltak. Larry Martin (1997-ben) bemutatott egy kladisztikai elemzést, amit Sereno erősen kritizált a helytelen kódolás, a megválogatott adatok és a következtetést nem támogató eredmények miatt. Sereno (1999-ben) egy új elemzést mutatott be, felülvizsgálva az anatómiai értelmezéseket és tisztázva a jellegzetességeket. Úgy találta, hogy az alvarezsauridák jóval kisebb mértékben kötődtek az Ornithomimosauria csoporthoz.
Ahogy az Alvarezsauridae kezdetlegesebb tagjait jobban jellemezték, a klád monofíliája nagy támogatást kapott, de a kezdetlegesebb tagoknál hiányoztak a madárszerű jellegzetességek. E jellegzetességek némelyikét szintén tévesen értelmezték. A madarak és az alvarezsauridák közötti további hasonlóságok, mint például a tarajos szegycsont, a homoplázia esetei – az alvarezsauridák e madárszerű jellegzetességei a konvergens evolúció révén fejlődtek ki és nem a madarakkal közös őstől származnak.

## Rendszertan
Alan Turner és szerzőtársai (2007-ben) az alvarezsauridákat a Maniraptora legbazálisabb csoportjaként, eggyel az Ornitholestes és kettővel az Ornithomimosauria után következő fejlődési állapotként helyezték el. Az alvarezsauridák jóval kezdetlegesebbek, mint az Oviraptorosauria tagjai.
Novas 1996-ban készült Patagonykus leírása a nemet a kezdetlegesebb Alvarezsaurus és a fejlettebb Mononykus között helyezte el, megerősítve a monofíliát. A Parvicursoridae családba besorolt Parvicursort, melyet nem sokkal ezután találtak meg, 1998-ban a Shuvuuia felfedezése követte. Minden, ami addig az Alvarezsauridae családban halmozódott fel, a Mononykinae-vel együtt alcsaládba került.
Lehetséges, hogy az alvarezsauridák testvércsoportként rokonságban állnak az Ornithomimosauriával a Thomas Holtz által létrehozott Arctometatarsalia, illetve a Paul Sereno által megalkotott Ornithomimiformes kládon belül. Az osztályozásuk azért bonyolult, mert az ismert példányok mind nagyon fejlett, késő kréta kori fajokhoz tartoznak, és kevés információt nyújtanak azokról a korai formákról, amelyekből kifejlődtek.

### Taxonómia
- Alvarezsauroidea öregcsalád
  - Haplocheirus[11]
  - Alvarezsauridae család
    - Achillesaurus
    - Albertonykus
    - Alvarezsaurus
    - Kol
    - Patagonykus
    - Parvicursorinae alcsalád
      - Ceratonykus[12]
      - Heptasteornis
      - Mononykus
      - Parvicursor
      - Shuvuuia
      - Xixianykus[13]

### Törzsfejlődés
Az alvarezsauridák taxonómiája kissé zavaros, mivel az egyes szerzők az azonos módon definiált csoportokat másként nevezik meg. Az Alvarezsauridae családot 1991-ben José Bonaparte hozta létre, de nem adott meg hozzá filogenetikus definíciót. Fernando Novas később ebbe a csoportba sorolta be az Alvarezsaurus és a Mononykus legújabb közös ősét, valamint annak minden leszármazottját, azonban mások, például Paul Sereno jóval tágabb definíciót alkalmaztak, ide sorolva valamennyi olyan ornithomimosaurust, amely közelebb áll a Shuvuuiához, mint az Ornithomimushoz. 2009-ben Bradley C. Livezey és Richard L. Zusi az Alvarezsauroidea nevet használták az összes alvarezsaurida csoportosítására, leszűkítve az Alvarezsauridae használatát egy, az Alvarezsaurust és a Mononykust tartalmazó klád számára. Jonah Choiniere és kollégái 2010-ben e definíciót követve készítettek leírást az első nem alvarezsaurida alvarezsauroideáról, a Haplocheirusról. Bizonyos szerzők a Mononykinae névvel jelölik meg az alvarezsauridák alcsoportját, ide sorolva a fejlettebb mongóliai fajokat. Choiniere és kollégái azonban kijelentették, hogy az ICZN szerint a Parvicursorinae elsőbbséget élvez, mivel a Parvicursoridae családot előbb nevezték el.
Az alábbi kladogram Nick Longrich és Phil Currie 2008-as filogenetikus elemzése alapján készült.
|  | Albertonykus                       |
|  |                                    |
|  | Névtelen alvarezsaurida (YPM 1049) |
|  |                                    |

|  | Parvicursor                             |
|  |                                         |
|  | Parvicursor sp. (Tugrik alvarezsaurida) |
|  |                                         |

|  | Shuvuuia  |
|  |           |
|  | Mononykus |
|  |           |

|  | Parvicursor                             |
|  |                                         |
|  | Parvicursor sp. (Tugrik alvarezsaurida) |
|  |                                         |

|  | Shuvuuia  |
|  |           |
|  | Mononykus |
|  |           |

|  | Albertonykus                       |
|  |                                    |
|  | Névtelen alvarezsaurida (YPM 1049) |
|  |                                    |

|  | Parvicursor                             |
|  |                                         |
|  | Parvicursor sp. (Tugrik alvarezsaurida) |
|  |                                         |

|  | Shuvuuia  |
|  |           |
|  | Mononykus |
|  |           |

|  | Parvicursor                             |
|  |                                         |
|  | Parvicursor sp. (Tugrik alvarezsaurida) |
|  |                                         |

|  | Shuvuuia  |
|  |           |
|  | Mononykus |
|  |           |

|  | Albertonykus                       |
|  |                                    |
|  | Névtelen alvarezsaurida (YPM 1049) |
|  |                                    |

|  | Parvicursor                             |
|  |                                         |
|  | Parvicursor sp. (Tugrik alvarezsaurida) |
|  |                                         |

|  | Shuvuuia  |
|  |           |
|  | Mononykus |
|  |           |

|  | Parvicursor                             |
|  |                                         |
|  | Parvicursor sp. (Tugrik alvarezsaurida) |
|  |                                         |

|  | Shuvuuia  |
|  |           |
|  | Mononykus |
|  |           |

|  | Albertonykus                       |
|  |                                    |
|  | Névtelen alvarezsaurida (YPM 1049) |
|  |                                    |

|  | Parvicursor                             |
|  |                                         |
|  | Parvicursor sp. (Tugrik alvarezsaurida) |
|  |                                         |

|  | Shuvuuia  |
|  |           |
|  | Mononykus |
|  |           |

|  | Parvicursor                             |
|  |                                         |
|  | Parvicursor sp. (Tugrik alvarezsaurida) |
|  |                                         |

|  | Shuvuuia  |
|  |           |
|  | Mononykus |
|  |           |

|  | Albertonykus                       |
|  |                                    |
|  | Névtelen alvarezsaurida (YPM 1049) |
|  |                                    |

|  | Parvicursor                             |
|  |                                         |
|  | Parvicursor sp. (Tugrik alvarezsaurida) |
|  |                                         |

|  | Shuvuuia  |
|  |           |
|  | Mononykus |
|  |           |

|  | Parvicursor                             |
|  |                                         |
|  | Parvicursor sp. (Tugrik alvarezsaurida) |
|  |                                         |

|  | Shuvuuia  |
|  |           |
|  | Mononykus |
|  |           |

|  | Albertonykus                       |
|  |                                    |
|  | Névtelen alvarezsaurida (YPM 1049) |
|  |                                    |

|  | Parvicursor                             |
|  |                                         |
|  | Parvicursor sp. (Tugrik alvarezsaurida) |
|  |                                         |

|  | Shuvuuia  |
|  |           |
|  | Mononykus |
|  |           |

|  | Parvicursor                             |
|  |                                         |
|  | Parvicursor sp. (Tugrik alvarezsaurida) |
|  |                                         |

|  | Shuvuuia  |
|  |           |
|  | Mononykus |
|  |           |

|  | Albertonykus                       |
|  |                                    |
|  | Névtelen alvarezsaurida (YPM 1049) |
|  |                                    |

|  | Parvicursor                             |
|  |                                         |
|  | Parvicursor sp. (Tugrik alvarezsaurida) |
|  |                                         |

|  | Shuvuuia  |
|  |           |
|  | Mononykus |
|  |           |

|  | Parvicursor                             |
|  |                                         |
|  | Parvicursor sp. (Tugrik alvarezsaurida) |
|  |                                         |

|  | Shuvuuia  |
|  |           |
|  | Mononykus |
|  |           |

|  | Albertonykus                       |
|  |                                    |
|  | Névtelen alvarezsaurida (YPM 1049) |
|  |                                    |

|  | Parvicursor                             |
|  |                                         |
|  | Parvicursor sp. (Tugrik alvarezsaurida) |
|  |                                         |

|  | Shuvuuia  |
|  |           |
|  | Mononykus |
|  |           |

|  | Parvicursor                             |
|  |                                         |
|  | Parvicursor sp. (Tugrik alvarezsaurida) |
|  |                                         |

|  | Shuvuuia  |
|  |           |
|  | Mononykus |
|  |           |

## Fordítás
- Ez a szócikk részben vagy egészben az Alvarezsaur című angol Wikipédia-szócikk ezen változatának fordításán alapul.  Az eredeti cikk szerkesztőit annak laptörténete sorolja fel. Ez a jelzés csupán a megfogalmazás eredetét és a szerzői jogokat jelzi, nem szolgál a cikkben szereplő információk forrásmegjelöléseként.